# Suwallia pallidula
Suwallia pallidula är en bäcksländeart som först beskrevs av Banks 1904.  Suwallia pallidula ingår i släktet Suwallia och familjen blekbäcksländor. Inga underarter finns listade i Catalogue of Life.